# Чемпіонат України з футболу 2024—2025: Прем'єр-ліга
Українська Прем'єр-ліга 2024—2025 — 17-й сезон української Прем'єр-ліги (34-ий сезон вищого дивізіону з часу незалежності). Тривав з 3 серпня 2024 року по 25 травня 2025 року.

## Регламент змагань
У чемпіонаті беруть участь 16 команд. Змагання проводяться у два кола за круговою системою.
За підсумками цього сезону через чемпіонат до єврокубків потраплять 3 команди (1 — до Ліги чемпіонів та 2 — до Ліги конференцій):
Чемпіон країни потрапляє до другого кваліфікаційного раунду шляху чемпіонів Ліги чемпіонів, а срібний та бронзовий призери — до другого кваліфікаційного раунду Ліги конференцій. 
У випадку, якщо переможцем Кубку України (для якого передбачене місце в Лізі Європи) стає хтось із вище вказаних призерів, тоді команда, що посяде 4 місце, теж потрапляє до єврокубків.
Команди, які посядуть у турнірній таблиці 15 та 16 місця, напряму вилетять в першу лігу, а команди, що посядуть 13 та 14 місця, зіграють матчі плей-оф з 4-ю та 3-ю командами першої ліги відповідно.
При рівній кількості набраних очок у двох та/або більше команд їх місця визначаються за такими показниками:
1. більша кількість набраних очок в особистих зустрічах між цими командами;
2. краща різниця забитих і пропущених м’ячів в особистих зустрічах;
3. більша кількість забитих м’ячів в особистих зустрічах;
4. краща різниця забитих і пропущених м’ячів в усіх матчах;
5. більша кількість забитих м’ячів в усіх матчах.[1]

## Учасники
За підсумками попереднього сезону ФК «Минай» та «Металіст 1925» понизилися в класі, а «Інгулець» та «Карпати» здобули путівки з першої ліги до Прем'єр-ліги.
Перед початком сезону команда «Дніпро-1» знялася зі змагань. Оскільки регламент змагань не передбачав алгоритму вибору команди, яка займає вільне місце після зняття, виконкомом УАФ було прийнято рішення про проведення турніру за місце в УПЛ. Його переможцем став «Лівий берег».
Склад учасників:
| Команда          | Населений пункт                      | Стадіон | Місткість стадіону                            | Місце в ПЛ 2023—2024 |
| ---------------- | ------------------------------------ | --- | --------------------------------------------- | -------------------- |
| «Верес»          | Рівне                                | «Авангард» | 7122                                          | 13                   |
| «Ворскла»        | Полтава                              | «Ворскла» ім. Олексія Бутовського «Динамо» ім. Валерія Лобановського (Київ) (1 матч) | 23 842 16 873                                 | 9                    |
| «Динамо»         | Київ                                 | «Динамо» ім. Валерія Лобановського | 16 873                                        | 2                    |
| «Зоря»           | Луганськ                             | «Динамо» ім. Валерія Лобановського (Київ) | 16 873                                        | 10                   |
| «Інгулець»       | с-ще Петрове                         | КСК «Ніка» (Олександрія) (6,5 матчів) «Гірник» (Кривий Ріг) (2,5 матчі) «Колос» (с. Ковалівка) (1 матч) Центральний (Житомир) (1 матч) «Арена Львів» (Львів) (1 матч) «Чорноморець» (Одеса) (1 матч) «Оболонь-Арена» (Київ) (1 матч) «Україна» (Львів) (1 матч) | 7000 3219 5050 5928 34 725 34 164 5103 28 051 | 1 (перша ліга)       |
| «Карпати»        | Львів                                | «Україна» Центральний (Житомир) (1 матч) | 28 051 5928                                   | 2 (перша ліга)       |
| «Колос»          | с. Ковалівка Білоцерківського району | «Колос» | 5050                                          | 11                   |
| «Кривбас»        | Кривий Ріг                           | «Гірник» «Авангард» (Рівне) (1 матч) | 3219 7122                                     | 3                    |
| «Лівий берег»    | Київ                                 | Арена «Лівий берег» (мас. Млиново) | 4700                                          | 3 (перша ліга)       |
| ЛНЗ              | Черкаси                              | «Черкаси-Арена» «Колос» (с. Ковалівка) (1 матч) | 10 321 5050                                   | 7                    |
| «Оболонь»        | Київ                                 | «Оболонь-Арена» | 5103                                          | 14                   |
| ФК «Олександрія» | Олександрія                          | КСК «Ніка» | 7000                                          | 8                    |
| «Полісся»        | Житомир                              | Центральний | 5928                                          | 5                    |
| «Рух»            | Львів                                | «Арена Львів» | 34 725                                        | 6                    |
| «Чорноморець»    | Одеса                                | «Чорноморець» | 34 164                                        | 12                   |
| «Шахтар»         | Донецьк                              | «Арена Львів» (Львів) Арена «Лівий берег» (мас. Млиново) (2 матчі) | 34 725 4700                                   | 1                    |

### Керівництво, тренери та спонсори
| Команда          | Президент            | Головний тренер            | Екіпірування | Титульний спонсор |
| ---------------- | -------------------- | -------------------------- | ------------ | ----------------- |
| «Верес»          | Іван Надєїн          | Олег Шандрук               | Kelme        | «vbet»            |
| «Ворскла»        | Костянтин Жеваго     | Юрій Максимов              | Nike         | «Ferrexpo»        |
| «Динамо»         | Ігор Суркіс          | Олександр Шовковський      | New Balance  | «Абанк»           |
| «Зоря»           | Євгеній Гєллєр       | Младен Бартулович (в. о.)  | Puma         | GGBet             |
| «Інгулець»       | Олександр Поворознюк | Василь Кобін               | Joma         | «П'ятихатська»    |
| «Карпати»        | Степан Юрчишин       | Владислав Лупашко          | Nike         | «Львівське»       |
| «Колос»          | Андрій Засуха        | Руслан Костишин (в. о.)    | Nike         | «vbet»            |
| «Кривбас»        | Костянтин Караманіц  | Юрій Вернидуб              | Skidan       | «Рудомайн»        |
| «Лівий берег»    | Микола Лавренко      | Віталій Первак             | Nike         | «Метало Гальва»   |
| ЛНЗ              | Віктор Кравченко     | Роман Григорчук            | Macron       | «vbet»            |
| «Оболонь»        | Олександр Слободян   | Сергій Шищенко             | Jako         | «Оболонь»         |
| ФК «Олександрія» | Сергій Кузьменко     | Руслан Ротань              | Nike         | «AgroVista»       |
| «Полісся»        | Геннадій Буткевич    | Олександр Максимов (в. о.) | Nike         | BGV               |
| «Рух»            | Григорій Козловський | Віталій Пономарьов         | Macron       | «Emily Resort»    |
| «Чорноморець»    | Леонід Клімов        | Олександр Кучер            | Kelme        | «vbet»            |
| «Шахтар»         | Рінат Ахметов        | Маріно Пушич               | Puma         | «Favbet»          |

- До 3 туру «Колос» не мав титульного спонсора.
- До 26 серпня 2024 року виконувачем обов'язків головного тренера «Зорі» був Юрій Коваль.[8]
- До 4 вересня 2024 року головним тренером «Оболоні» був Валерій Іващенко.[9]
- До 23 жовтня 2024 року виконувачем обов'язків головного тренера «Ворскли» був Сергій Долганський.[10]
- До 14 туру «Зоря» не мала титульного спонсора.
- До 12 грудня 2024 року головним тренером ЛНЗ був Андрес Карраско.[11]
- До 17 грудня 2024 року Олег Шандрук перебував у статусі виконувача обов'язків головного тренера «Вереса».[12]
- До 18 грудня 2024 року виконувачем обов'язків головного тренера ЛНЗ був Андрій Дикань.[13]
- До 10 березня 2025 року головним тренером «Колоса» був Олександр Поздєєв.[14]
- До 24 березня 2025 року головним тренером «Чорноморця» був Олександр Бабич.[15]
- До 12 травня 2025 року головним тренером «Полісся» був Імад Ашур.[16]

## Турнірна таблиця
| М  | Команда          | І  | В  | Н  | П  | РМ    | О  |
| -- | ---------------- | -- | -- | -- | -- | ----- | -- |
|    | «Динамо»         | 30 | 20 | 10 | 0  | 61−19 | 70 |
|    | ФК «Олександрія» | 30 | 20 | 7  | 3  | 46−22 | 67 |
|    | «Шахтар»         | 30 | 18 | 8  | 4  | 69−26 | 62 |
| 4  | «Полісся»        | 30 | 12 | 12 | 6  | 38−28 | 48 |
| 5  | «Кривбас»        | 30 | 13 | 8  | 9  | 34−26 | 47 |
| 6  | «Карпати»        | 30 | 13 | 7  | 10 | 42−36 | 46 |
| 7  | «Зоря»           | 30 | 12 | 4  | 14 | 34−39 | 40 |
| 8  | «Рух»            | 30 | 9  | 11 | 10 | 30−27 | 38 |
| 9  | «Верес»          | 30 | 9  | 9  | 12 | 33−44 | 36 |
| 10 | «Колос»          | 30 | 8  | 12 | 10 | 27−25 | 36 |
| 11 | «Оболонь»        | 30 | 8  | 8  | 14 | 19−43 | 32 |
| 12 | ЛНЗ              | 30 | 7  | 10 | 13 | 25−37 | 31 |
| 13 | «Ворскла»        | 30 | 6  | 9  | 15 | 24−38 | 27 |
| 14 | «Лівий берег»    | 30 | 7  | 5  | 18 | 18−39 | 26 |
| 15 | «Інгулець»       | 30 | 5  | 9  | 16 | 21−47 | 24 |
| 16 | «Чорноморець»    | 30 | 6  | 5  | 19 | 20−45 | 23 |

Позначення:

## Результати матчів
| Команда          | ВЕР | ВОР | ДИН | ЗОР | ІНГ | КАР | КОЛ | КРИ | ЛБК | ЛНЗ | ОБО | ОЛЕ | ПОЛ | РУХ | ЧОР | ШАХ |
| ---------------- | --- | --- | --- | --- | --- | --- | --- | --- | --- | --- | --- | --- | --- | --- | --- | --- |
| «Верес»          |     | 2:2 | 1:2 | 2:1 | 2:2 | 0:0 | 2:1 | 0:2 | 1:3 | 1:1 | 0:2 | 1:1 | 5:1 | 2:0 | 2:1 | 1:1 |
| «Ворскла»        | 3:0 |     | 1:1 | 1:2 | 0:3 | 0:0 | 0:1 | 0:1 | 0:1 | 2:0 | 2:0 | 1:3 | 0:2 | 0:0 | 1:2 | 0:5 |
| «Динамо»         | 1:0 | 3:1 |     | 2:2 | 5:2 | 2:0 | 1:1 | 2:1 | 2:0 | 1:0 | 3:0 | 3:0 | 2:1 | 0:0 | 3:1 | 1:1 |
| «Зоря»           | 1:2 | 2:0 | 0:2 |     | 2:1 | 2:1 | 0:3 | 0:1 | 2:1 | 1:2 | 2:1 | 1:2 | 0:1 | 2:0 | 2:1 | 0:0 |
| «Інгулець»       | 0:0 | 1:1 | 0:4 | 1:0 |     | 1:2 | 0:2 | 2:0 | 2:1 | 0:0 | 0:1 | 0:1 | 0:1 | 0:1 | 1:0 | 1:4 |
| «Карпати»        | 5:0 | 1:1 | 1:3 | 1:3 | 0:0 |     | 1:0 | 3:0 | 3:0 | 1:0 | 1:0 | 2:1 | 1:3 | 3:1 | 4:0 | 0:0 |
| «Колос»          | 1:1 | 0:0 | 1:1 | 1:0 | 0:0 | 2:1 |     | 1:1 | 0:0 | 1:1 | 0:0 | 0:1 | 1:1 | 0:1 | 1:2 | 0:1 |
| «Кривбас»        | 0:3 | 1:1 | 0:2 | 3:0 | 1:1 | 2:0 | 0:1 |     | 4:0 | 3:1 | 1:0 | 0:1 | 3:1 | 1:1 | 1:0 | 1:2 |
| «Лівий берег»    | 2:0 | 0:3 | 0:3 | 0:2 | 0:0 | 2:3 | 0:2 | 0:1 |     | 3:1 | 1:1 | 0:1 | 1:1 | 1:0 | 1:0 | 0:1 |
| ЛНЗ              | 1:2 | 0:0 | 1:2 | 1:1 | 2:0 | 2:1 | 2:0 | 0:0 | 1:0 |     | 0:1 | 0:2 | 0:1 | 3:1 | 1:1 | 1:4 |
| «Оболонь»        | 0:0 | 1:0 | 1:5 | 0:2 | 2:1 | 2:2 | 2:2 | 0:1 | 1:0 | 0:0 |     | 0:0 | 0:0 | 0:4 | 1:0 | 0:2 |
| ФК «Олександрія» | 3:1 | 1:0 | 0:0 | 2:1 | 2:1 | 3:0 | 2:1 | 1:0 | 2:0 | 1:1 | 4:0 |     | 1:0 | 1:1 | 3:0 | 4:3 |
| «Полісся»        | 2:1 | 2:1 | 0:0 | 1:1 | 1:1 | 1:1 | 1:1 | 1:1 | 0:0 | 1:1 | 4:0 | 1:2 |     | 0:1 | 3:1 | 1:0 |
| «Рух»            | 2:0 | 0:1 | 0:2 | 3:0 | 5:0 | 0:1 | 0:0 | 0:0 | 1:0 | 0:1 | 1:3 | 1:1 | 1:1 |     | 1:1 | 1:1 |
| «Чорноморець»    | 1:1 | 0:1 | 1:1 | 0:1 | 1:0 | 0:1 | 1:0 | 1:3 | 0:1 | 1:0 | 1:0 | 0:0 | 1:4 | 1:2 |     | 0:3 |
| «Шахтар»         | 3:0 | 3:1 | 2:2 | 3:1 | 6:0 | 5:2 | 2:4 | 1:1 | 1:0 | 5:1 | 4:0 | 3:0 | 0:1 | 1:1 | 2:1 |     |

## Перехідні матчі за право виступати в Прем'єр-лізі
За підсумками сезону команди, які посіли 13-те та 14-те місця в Прем'єр-лізі, грають перехідні матчі за право виступати у Прем’єр-лізі проти команд, які посіли відповідно четверте та третє місця в першій лізі. Жеребкування послідовності проведення матчів відбулося 23 травня 2025 року.
| 29 травня 2025 15:30 +19 °C |

| ФК «Кудрівка» | 1:2      | «Ворскла»             |
| ------------- | -------- | --------------------- |
| Козак 83'     | Протокол | Ндукве 23' Павлюк 39' |

| «Оболонь-Арена», Київ Глядачів: 1100 Арбітр: Дмитро Панчишин (Харків) |

| 1 червня 2025 13:00 +24 °C |

| «Ворскла»                                        | 0:1      | ФК «Кудрівка»                                                  |
| ------------------------------------------------ | -------- | -------------------------------------------------------------- |
|                                                  | Протокол | Литовченко 9'                                                  |
|                                                  | Пенальті |                                                                |
| - Ндукве - Малиш - Ієде - Кане - Салабай - Скляр | 3:4      | - Тузенко - Сторчоус - Шершень - Потімков - Сердюк - Лєгостаєв |

| «Ворскла» ім. Олексія Бутовського, Полтава Глядачів: 2204 Арбітр: Микола Балакін (Київська область) |

ФК «Кудрівка» переміг в серії пенальті (2:2 за сумою двох матчів, 4:3 за пенальті) та вийшов до Прем’єр-ліги, «Ворскла» вибула до першої ліги.
| 29 травня 2025 18:00 +19 °C |

| «Лівий берег» | 0:1      | «Металіст 1925» |
| ------------- | -------- | --------------- |
|               | Протокол | Моура 38'       |

| Арена «Лівий берег», Млиново Глядачів: 1167 Арбітр: Віктор Копієвський (Кропивницький) |

| 1 червня 2025 15:30 +22 °C |

| «Металіст 1925» | 1:0      | «Лівий берег» |
| --------------- | -------- | ------------- |
| Калітвінцев 90' | Протокол |               |

| Арена «Лівий берег», Млиново Глядачів: 1800 Арбітр: Віталій Романов (Дніпро) |

«Металіст 1925» переміг 2:0 за сумою двох матчів та вийшов до Прем’єр-ліги, «Лівий берег» вибув до першої ліги.

## Статистика

### Найкращі бомбардири
Станом на 24 травня 2025
| №  | Футболіст          | Команда          | Голи (пен.) |
| -- | ------------------ | ---------------- | ----------- |
| 1  | Владислав Ванат    | «Динамо»         | 17 (2)      |
| 2  | Єгор Твердохліб    | «Кривбас»        | 14          |
| 3  | Георгій Судаков    | «Шахтар»         | 13 (2)      |
| 4  | Артем Бондаренко   | «Шахтар»         | 12 (1)      |
| 5  | Олексій Гуцуляк    | «Полісся»        | 11 (1)      |
| 6  | Амбросій Чачуа     | «Карпати»        | 10          |
| 7  | Олександр Філіппов | ФК «Олександрія» | 10 (1)      |
| 8  | Петар Мичин        | «Зоря»           | 9           |
| 9  | Пилип Будківський  | «Зоря»           | 8 (1)       |
| 10 | Бруніньо           | «Карпати»        | 8 (3)       |

### Хет-трики
| Гравець             | Клуб             | Суперник      | Результат | Дата              | Джерело |
| ------------------- | ---------------- | ------------- | --------- | ----------------- | ------- |
| Олександр Філіппов  | ФК «Олександрія» | «Шахтар»      | 4:3       | 24 серпня 2024    | [ 19 ]  |
| Олександр Назаренко | «Полісся»        | «Оболонь»     | 4:0       | 25 серпня 2024    | [ 20 ]  |
| Артем Бондаренко    | «Шахтар»         | «Карпати»     | 5:2       | 14 вересня 2024   | [ 21 ]  |
| Георгій Судаков4    | «Шахтар»         | ЛНЗ           | 5:1       | 6 жовтня 2024     | [ 22 ]  |
| Мігель Кампуш       | ФК «Олександрія» | «Карпати»     | 3:0       | 9 листопада 2024  | [ 23 ]  |
| Єгор Твердохліб     | «Кривбас»        | «Полісся»     | 3:1       | 30 листопада 2024 | [ 24 ]  |
| Бруніньо            | «Карпати»        | «Чорноморець» | 4:0       | 30 березня 2025   | [ 25 ]  |

Примітки:
4 Гравець забив 4 голи

## Нагороди

### Гравець і тренер туру
| Тур            | Гравець              | Гравець          | Гравець | Тренер                | Тренер           | Тренер  |
| Тур            | Гравець              | Клуб             | Джерело | Тренер                | Клуб             | Джерело |
| -------------- | -------------------- | ---------------- | ------- | --------------------- | ---------------- | ------- |
| 1              | Микола Матвієнко     | «Шахтар»         | [ 26 ]  | Маріно Пушич          | «Шахтар»         | [ 26 ]  |
| 2              | Євгеній Волинець     | «Полісся»        | [ 27 ]  | Імад Ашур             | «Полісся»        | [ 27 ]  |
| 3              | Олександр Піхальонок | «Динамо»         | [ 28 ]  | Руслан Ротань         | ФК «Олександрія» | [ 28 ]  |
| 4              | Олександр Філіппов   | ФК «Олександрія» | [ 29 ]  | Руслан Ротань         | ФК «Олександрія» | [ 29 ]  |
| 5              | Ігор Краснопір       | «Рух»            | [ 30 ]  | Віталій Пономарьов    | «Рух»            | [ 30 ]  |
| 6              | Артем Бондаренко     | «Шахтар»         | [ 31 ]  | Маріно Пушич          | «Шахтар»         | [ 31 ]  |
| 7              | Георгій Судаков      | «Шахтар»         | [ 32 ]  | Віталій Пономарьов    | «Рух»            | [ 32 ]  |
| 8              | Олексій Гуцуляк      | «Полісся»        | [ 33 ]  | Олег Шандрук          | «Верес»          | [ 33 ]  |
| 9              | Георгій Судаков      | «Шахтар»         | [ 34 ]  | Маріно Пушич          | «Шахтар»         | [ 34 ]  |
| 10             | Владислав Ванат      | «Динамо»         | [ 35 ]  | Владислав Лупашко     | «Карпати»        | [ 35 ]  |
| 11             | Хрвоє Ілич           | «Кривбас»        | [ 36 ]  | Юрій Вернидуб         | «Кривбас»        | [ 36 ]  |
| 12             | Владислав Ванат      | «Динамо»         | [ 37 ]  | Руслан Ротань         | ФК «Олександрія» | [ 37 ]  |
| 13             | Мігель Кампуш        | ФК «Олександрія» | [ 38 ]  | Руслан Ротань         | ФК «Олександрія» | [ 38 ]  |
| 14             | Віталій Буяльський   | «Динамо»         | [ 39 ]  | Юрій Максимов         | «Ворскла»        | [ 39 ]  |
| 15             | Єгор Твердохліб      | «Кривбас»        | [ 40 ]  | Василь Кобін          | «Інгулець»       | [ 40 ]  |
| 16             | Владислав Ванат      | «Динамо»         | [ 41 ]  | Олександр Шовковський | «Динамо»         | [ 41 ]  |
| 17             | Ростислав Тарануха   | «Оболонь»        | [ 42 ]  | Імад Ашур             | «Полісся»        | [ 42 ]  |
| зимова перерва |                      |                  |         |                       |                  |         |
| 18             | Олександр Філіппов   | ФК «Олександрія» | [ 43 ]  | Олег Шандрук          | «Верес»          | [ 43 ]  |
| 19             | Георгій Судаков      | «Шахтар»         | [ 44 ]  | Василь Кобін          | «Інгулець»       | [ 44 ]  |
| 20             | Петар Мичин          | «Зоря»           | [ 45 ]  | Віталій Первак        | «Лівий берег»    | [ 45 ]  |
| 21             | Руслан Степанюк      | «Верес»          | [ 46 ]  | Олег Шандрук          | «Верес»          | [ 46 ]  |
| 22             | Бруніньо             | «Карпати»        | [ 47 ]  | Руслан Костишин       | «Колос»          | [ 47 ]  |
| 23             | Георгій Судаков      | «Шахтар»         | [ 48 ]  | Олександр Кучер       | «Чорноморець»    | [ 48 ]  |
| 24             | Марлон Гомес         | «Шахтар»         | [ 49 ]  | Олег Шандрук          | «Верес»          | [ 49 ]  |
| 25             | Владислав Велетень   | «Колос»          | [ 50 ]  | Руслан Костишин       | «Колос»          | [ 50 ]  |
| 26             | Олександр Яцик       | «Зоря»           | [ 51 ]  | Юрій Максимов         | «Ворскла»        | [ 51 ]  |
| 27             | Амбросій Чачуа       | «Карпати»        | [ 52 ]  | Руслан Ротань         | ФК «Олександрія» | [ 52 ]  |
| 28             | Амбросій Чачуа       | «Карпати»        | [ 53 ]  | Владислав Лупашко     | «Карпати»        | [ 53 ]  |
| 29             | Теді Цара            | ФК «Олександрія» | [ 54 ]  | Руслан Костишин       | «Колос»          | [ 54 ]  |
| 30             | Факундо Батіста      | «Полісся»        | [ 55 ]  | Младен Бартулович     | «Зоря»           | [ 55 ]  |

### Гравець і тренер місяця
За результатами голосування, організованого УПЛ
| Місяць         | Гравець місяця      | Гравець місяця | Тренер місяця         | Тренер місяця    | Джерело |
| Місяць         | Гравець             | Клуб           | Тренер                | Клуб             | Джерело |
| -------------- | ------------------- | -------------- | --------------------- | ---------------- | ------- |
| Серпень        | Олександр Назаренко | «Полісся»      | Руслан Ротань         | ФК «Олександрія» | [ 56 ]  |
| Вересень       | Володимир Бражко    | «Динамо»       | Імар Ашуд             | «Полісся»        | [ 57 ]  |
| Жовтень        | Олександр Назаренко | «Полісся»      | Владислав Лупашко     | «Карпати»        | [ 58 ]  |
| Листопад       | Єгор Твердохліб     | «Кривбас»      | Олег Шандрук          | «Верес»          | [ 59 ]  |
| Грудень        | Єгор Твердохліб     | «Кривбас»      | Юрій Вернидуб         | «Кривбас»        | [ 60 ]  |
| Лютий-березень | Бруніньо            | «Карпати»      | Владислав Лупашко     | «Карпати»        | [ 61 ]  |
| Квітень        | Владислав Ванат     | «Динамо»       | Олександр Шовковський | «Динамо»         | [ 62 ]  |
| Травень        | Амбросій Чачуа      | «Карпати»      | Руслан Ротань         | ФК «Олександрія» | [ 63 ]  |